# 小野隆史
小野 隆史（おの たかし）は日テレ・ライフマーケティング代表取締役、元日本テレビ放送網元制作局のプロデューサー。

## 人物
- 京都府京都市出身。立命館大学政策科学部卒業。
- 以前は情報番組のディレクター、演出を担当後、編成部に異動し編成、編成企画を担当していた。
- 2012年からプロデューサーに昇格したが、2013年6月10日に田中宏史チーフプロデューサーが担当する番組でプロデューサーを担当したが、2016年6月制作現場を離れ営業局ローカルタイム営業部に所属、現在に至る。

## 担当番組

### 現在
- 営業
  - 芸人報道

### 過去
- 編成
  - 解決!ナイナイアンサー
  - 音龍門
  - マイノリティ・リポート
  - くりぃむしちゅーの最強アイドル大百科
  - 眠れぬ街のアプリンス
  - タカトシの恋愛バラエティ ラブカ Loveca〜恋が生まれる運命のカード〜
  - 好きになった人
  - 大人気店でドッキリ!ありえない商品 売れる!?売れない!?
  - ザ・大年表
  - 火曜サプライズ
  - 芸能★BANG+
  - スター☆ドラフト会議
  - タカトシのクイズ!サバイバル
  - ACTION 日本を動かすプロジェクト
  - 嵐にしやがれ
  - AKBINGO!
- 編成企画
  - ショーバト!
  - 笑神様は突然に…
  - 有吉反省会
- 演出
  - モバポスGREAT
  - モバタレGREAT
- チーフディレクター(コーナー)
  - スッキリ!!
- プロデューサー
  - 新進気鋭
  - ビックリしちゃった新記録
  - 同じ穴の王様
  - しゃべくり007
  - 月曜から夜ふかし
  - なら婚
  - 24時間テレビ 「愛は地球を救う」
  - 3日間 人間の活動の限界SP
  - 女芸人! 春の決起集会2016（企画兼務）
  - 日テレ系人気番組No.1決定戦